# 锡利安
锡利安是奥地利蒂罗尔州利恩茨县的一个市镇。总面积36.26平方公里，总人口2073人，人口密度57.2人/平方公里（2011年）。